# Onorificenze dell'eSwatini
Elenco delle onorificenze e degli ordini di merito e cavallereschi distribuiti dall'eSwatini (ex Swaziland) dalla sua fondazione ai giorni nostri.

## Ordini cavallereschi
| Nastro | Onorificenza                          |
| ------ | ------------------------------------- |
|        | Ordine reale di re Sobhuza II         |
|        | Ordine reale della Grande Elefantessa |
|        | Ordine reale della corona             |
|        | Ordine familiare di Mswati III        |
|        | Ordine della casa reale dell'eSwatini |

## Medaglie e decorazioni di merito
| Nastro | Onorificenza                 |
| ------ | ---------------------------- |
|        | Ordine militare di weSwatini |